# Vakuum pumpa za penis
Vakuum pumpa za penis ili penis pumpa je cilindar sa pumpom (sa ili bez merača pritiska), koji se stavlja preko penisa (polnog uda) kako bi se njenom upotrebom povećao penis i/ili zadržala erekcija. Njena funkcija se zasniva na izvlačenju vazduha i stvaranju vakuuma nakon pumpanja, koji ima za cilj da negativnim pritiskom povuče krv iz tela i uveća njegovu količinu u kavernoznom telu penisa.

## Fiziologija penisa
Penis je polni organ koji je sastavljen od tri cilindrična tela erektilnog tkiva (sunđerastog tkiva koje je puno sitnih krvnih sudova) po celoj dužini polnog organa. Erekcija nastupa kada se organizam počne slati veće količine krvi u penis preko prethodno raširenih arterija, a ta krv napuni cilindrična, sunđerasta područja. Kada se cilindrična tela napune krvlju, ona stvaraju kontrapritisak na krvne sudove koji odvode krv iz penisa, što dovodi do toga da u penis dolazi više krvi nego što iz njega izlazi, zato on postaje, i ostaje izvesno vreme uvećan i tvrd.
Pomoću posebnih tehnika moguće je uticati i na povećan protok krvi u penis, kako bi se time još više uticalo na njegovu veličinu.

## Istorija
Prvi spomen takvog uređaja datira iz 1844. godine, u knjizi francuskog doktora Vincenta Marie Mondata, koji se bavio izučavanjem steriliteta kod muškaraca i žena i načinima kako on može da se leči. On je u svojim istraživanjima prvi opisao instrument koji je nazvao „kongestor” (fr. congesteur) za koji je smatrao da pomaže u lečenju erektilne disfunkcije, kao jednog od uzroka muškog steriliteta.

## Opšte informacije
Upotrebu vakuum pumpa za penis u svrhu povećanja njegove veličine i/ili erektilnosti, treba smatrati:
- svesnim životnim izborom,
- zdravstvenim rizikom i mogućim neuspehom,
- redovnom obavezom, koja se npr. ne može primeniti jednom nedeljno kako bi se trajno dobila idealna veličina ili erekcija penisa, već redovno prema propisanim protokolima.

Pored funkcije za uvećanje polnog uda ili dobijanje što „tvrđe” erekcije penisa (ako se pumpa za penis koristi kao medicinsko pomoćno sredstvo), pumpa se takođe koristi i za druge namene. Pa se tako vakuum pumpa za penis koristi za masturbaciju ili erotske igre, npr. igre mučenja muških genitalija, i druge stimulativne radnje tokom seksualnog zadovoljavanja.

## Vrste pumpi i princip rada
Vrste
U prodaji se nalazi više vrsta pumpi za penis, koje se u principu zasnivaju na primeni vode ili vazduha.
| Vrsta pumpe    | Slika | Opis |
| -------------- | ----- | --- |
| Vodena pumpe   |       | Zadnjih godina vodene pumpe su sve više privukle pažnju korisnika, jer primenom tople vode, one greju tkivo, što mu omogućava lakše rastezanje i punjenje penisa krvlju. Ujedno voda podmazuje penis i cilindar pa je korištenje pumpe komfornije. |
| Vazdušna pumpa |       | Za razliku od vodenih vazdušna pumpa je manje komforna, ali jeftinije u zavisnosti od modela. Ova pumpa može imati merač pritiska što je vrlo korisno ukoliko se želi pratiti napredak kroz kontinuirano tretiranje penis istim režimom pritiska.  |

Princip rada
Princip rada vakuumske pumpe za penis je jednostavan. Penis se najlakše postavlja u pumpu, kada je u erekciji i obilno namazan kremom za penis ili lubrikantom, kako bi prodiranje u pumpu bilo što lakše, takođe potrebno je namazati i gumice pumpe kremom ili lubrikantom, da bi penis lakše prošao kroz njih.
Ukoliko penis ne može da dostigne erekciju, potrebno je ugurati ga lagano u pumpu i onda cilindar pumpe, pribiti što više uz telo ili sam koren penisa i započeti vakuumiranje.
Pumpanjem se iz cilindra izbacuje vazduh (snižavanjem pritiska unutar cilindra pumpe) i tako stvara vakuum, što rezultuje povlačenjem količine krvi u penis koja širi tkivo kako bi se kompenzovala razlika u novonastalom (sniženom) pritisku. Nakon priliva veće količine krvi u njegovo telo, penis natekne – često van svojih standardnih proporcija, zavisno od pritiska, i priliva krvi.
Iako je nakon završenog pumpanja penis prepun krvi, i uvećan, efekt je privremen.
Osnovna pretpostavka na osnovu koje se i tumači povećanja penisa zasnovana je na tome, da se češćom upotrebom pumpe stvaraju mikro oštećenja na ćelijskom nivou u tkivu penisa, koja nakon reparacije (odmora) rezultuju većim promerom penisa.

## Preporuke
Preporuka je da se prvih 7-10 dana penis pumpa, ne koristi više od 2 minuta u toku dana, kako ne bi došlo do preteranog pucanja kapilara penisa. Takođe tokom prvih 7-10 dana korišćenja pumpe, ne sme se dozvoliti izjednačavanje pritisak u cilindru pumpe i pumpici za pumpanje, jer bi u tim uslovima pumpa dostigla maksimalnu vrednost vakuuma, pa bi samim time penis bio pod ogromnim vakuumom i opterećenjem, koje može dovesti do težih oštećenja tkiva i krvnih sudova.
Nakon dve nedelje redovnog vežbanja, intervali ne bi trebalo da budu duži od 3-5 minuta u toku dana i da se kasnije, svakodnevno po malo povećavaju, da bi nakon tri meseca, došlo do toga da ukupno vreme vežbanja sa pumpom bude oko 10 minuta, 2-3 puta dnevno, uz prethodnu masažu i zagrevanje penisa, kako bi se postigla njegova maksimalna prokrvljenost.
Preporuka je i da se uz penis pumpu koristi i neka od gumica za održavanje erekcije kako bi penis i duže bio u jakoj erekciji, nakon skidanja pumpe sa njega. Gumice za održavanje erekcije funkcionišu na principu zadržavanja krvi u samom penisu i ne dozvoljavaju da se ona vrati u telo, pa samim time čini erekciju jačom i penis dosta čvršćim.

## Literatura
- Tealab AA, Maarouf AM, Habous M, Ralph DJ, Abohashem S (јун 2013). „The use of an acellular collagen matrix in penile augmentation: A pilot study in Saudi Arabia”. Arab Journal of Urology. Elsevier. 11 (2): 169—173. PMC 4442917 . PMID 26558077. doi:10.1016/j.aju.2013.02.001 .
- Austoni E, Guarneri A, Gatti G (27. 4. 2009). „Penile elongation and thickening--a myth? Is there a cosmetic or medical indication?”. Andrologia. Wiley-Blackwell. 31 (1): 45—51. PMID 10643519. doi:10.1111/j.1439-0272.1999.tb01450.x .
- Romero-Otero J, Manfredi C, Ralph D, Osmonov D, Verze P, Castiglione F,  . (март 2021). „Non-invasive and surgical penile enhancement interventions for aesthetic or therapeutic purposes: a systematic review”. BJU International. Wiley-Blackwell. 127 (3): 269—291. PMID 32575166. doi:10.1111/bju.15145 .
- Marra G, Drury A, Tran L, Veale D, Muir GH (јануар 2020). „Systematic Review of Surgical and Nonsurgical Interventions in Normal Men Complaining of Small Penis Size”. Sexual Medicine Reviews. Elsevier. 8 (1): 158—180. PMID 31027932. doi:10.1016/j.sxmr.2019.01.004 .
- Hehemann MC, Towe M, Huynh LM, El-Khatib FM, Yafi FA (јул 2019). „Penile Girth Enlargement Strategies: What's the Evidence?”. Sexual Medicine Reviews. Elsevier. 7 (3): 535—547. PMID 30612977. doi:10.1016/j.sxmr.2018.11.003 .
- Vardi Y, Har-Shai Y, Harshai Y, Gil T, Gruenwald I (новембар 2008). „A critical analysis of penile enhancement procedures for patients with normal penile size: surgical techniques, success, and complications”. European Urology. Elsevier. 54 (5): 1042—1050. PMID 18760874. doi:10.1016/j.eururo.2008.07.080 .

## Spoljašnje veze
|  | Molimo Vas, obratite pažnju na važno upozorenje u vezi sa temama iz oblasti medicine (zdravlja). |